# Länsväg 275
De Zweedse weg 275 (Zweeds: Länsväg 275) is een provinciale weg in de provincie Stockholms län in Zweden en is circa 20 kilometer lang. De weg ligt in het noordwestelijk deel van Stockholm.

## Plaatsen langs de weg
- Stockholm
  - Kungsholmen
  - Bromma
  - Hässelby-Vällingby
- Sollentuna

## Knooppunten
- E4/E20
- Länsväg 279
- Länsväg 261
- E18
- E4 (einde)